# Duaik Entretenimento
A Duaik Entretenimento é uma desenvolvedora de jogos autorais especializada no mercado e na indústria brasileira. Iniciada em 2011 pelos imãos Duaik. Seu primeiro título, Aritana e a Pena da Harpia, tem sido um caso de sucesso e  o game recebeu o prêmio do Voto Popular no Big Festival. Além do sucesso nacional, Aritana está presente ao redor do mundo na plataforma Steam e para Xbox One Aritana e a Pena da Harpia foi o primeiro jogo brasileiro no Xbox One.

## História
A Duaik, nos seus primeiros dois anos de vida, era uma empresa de soluções gráficas e digitais para empresas de pequeno a médio porte. jogos digitais eram um dos serviços oferecidos como forma de propaganda, mas eram pouco procurados pelos clientes. Com o tempo, ficou claro que o rumo que a empresa estava tomando estava se distanciando da vontade de seus fundadores. jogos digitais, por mais que fizessem parte do catálogo de soluções, não eram solicitados. Com isto em mente, os fundadores resolveram mudar totalmente o foco da Duaik para jogos digitais. Nascia assim a Duaik Entretenimento.Os anos que seguiram foram de muito esforço e dedicação. A renda adquirida nos dois anos de empresa serviram como um investimento inicial, tanto para reciclagem dos conhecimentos da equipe como para a aquisição de novos equipamentos. A Unity 3D foi a escolhida para o primeiro projeto e, aos poucos.

## Projeto WOC
A Duaik Entretenimento decidiu apostar em um novo modelo de negócio para sobreviver no mercado de games. Com o Projeto WOC (Microsoft Windows + Oculus Rift), a empresa desenvolveu o jogo 9 de Julho, feito para óculos de realidade virtual, produziu um documentário acompanhando toda a produção do game e pretende disponibilizar no mercado todas as informações necessárias para quem quer investir em novas tecnologias. De acordo com Duaik, 9 de Julho será ambientado na época da Revolução de 1932, e foi feito para óculos de realidade virtual.